# Rhyacophila morettina
Rhyacophila morettina là một loài Trichoptera trong họ Rhyacophilidae. Chúng phân bố ở miền Cổ bắc.